# Östergrynnan
Östergrynnan är en ö i Finland. Den ligger i Norra kvarken och i kommunen Korsholm i den ekonomiska regionen  Vasa i landskapet Österbotten, i den västra delen av landet. Ön ligger omkring 21 kilometer väster om Vasa och omkring 380 kilometer nordväst om Helsingfors.
Öns area är 0,5 hektar och dess största längd är 100 meter i öst-västlig riktning. Närmaste större samhälle är Replot, 14,4 km nordost om Östergrynnan.